# Llac Juyan
El llac Juyan (en xinès: 居延海; Wade-Giles: Chüyen Hai; mongol: Gaxun Nuur, Goshun Nur per al llac occidental, Sogo Nur per al llac oriental) és un antic llac al desert de Gobi de la Mongòlia Interior a lliga d'Alxa prop de Xinjiang oriental. Tenia una àrea de 267 km² el 1958, de 213 km² el 1960, i es va assecar el 1961.
La conca del llac Juyan cobreix una àrea d'aproximadament 10.000 km². El llac Juyan és un dels tres antics llacs terminals situats al riu Hei (Riu Negre) que formaven un gran delta interior entre el Qilian i el massís de l'Altai.
La conca va tenir un paper important en temps antics i històricament va formar part del corredor de l'Hexi entre el segle ii aC i el segle viii. Khara-Khoto fou una de les ciutats medievals que es despoblaren després de la dessecació del llac.